# Anabolismo

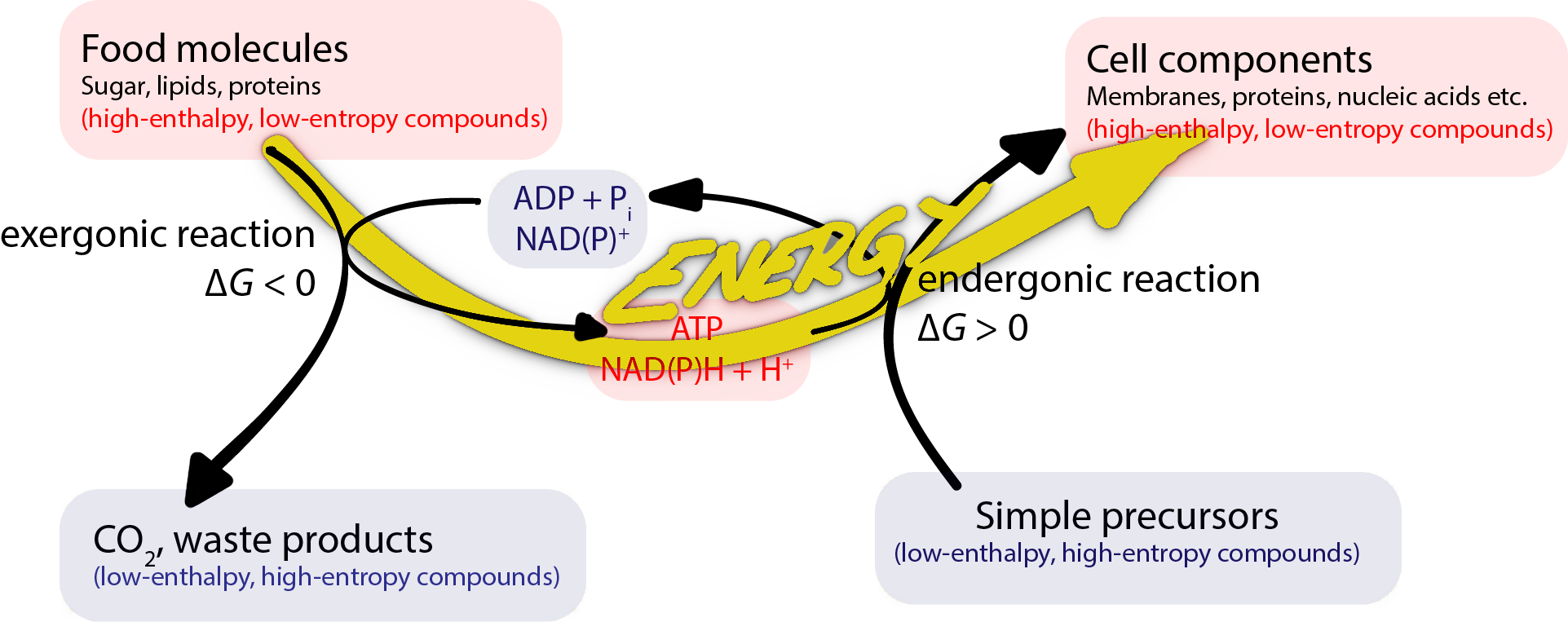
Reações catabólicas e anabólicas.

Anabolismo (do grego: ana = para cima; ballein = lançar) é a parte do metabolismo que conduz à síntese de moléculas complexas a partir de moléculas mais simples. Alguns exemplos são a produção de açúcares pelas plantas a partir da fotossíntese e a síntese proteica.
O anabolismo só ocorre em alta energética, caso esteja em baixa energética, acontece o catabolismo.
Esses processos não são espontâneos, já que há uma diminuição do caos das moléculas (variação da energia livre de Gibbs positiva ou ΔG>0), logo é necessária energia para que essa complexação aconteça. Em quase todas as vezes essa energia provém da quebra de ligações de compostos di e trifosfatados (os últimos principalmente), como ATP e GTP. Pode ser necessário também poder redutor, na forma de coenzimas transportadoras de elétrons, como NADH, NADPH e FADH2, como na biossíntese de ácidos graxos.
Nos humanos, o controle de processos anabólicos em escala celular são feitos principalmente por efetores alostéricos, assim como em células de outras espécies. Mas esse controle pode também ser feito por hormônios como a insulina.

## Anabolismo de carboidratos
Os hidratos de carbono são moléculas orgânicas que contêm um grupo carbonilo (aldeído ou cetona) e mais grupos hidroxilo (OH-. Sua síntese ocorre através de diversas vias:
- A fotossíntese para criar glicose em organismos fotossintéticos.
- O glicogênese para a polimerização de glicogênio a partir da glucose.

## Anabolismo proteico
As proteínas são polímeros de aminoácidos. São o produto da ligação de aminoácidos por ligações peptídicas.

## Exemplos de processos anabólicos
- Formação de proteínas a partir de aminoácidos.
- Biossíntese de ácidos graxos,
- Via de produção de bases nitrogenadas a partir dos esqueletos carbônicos de aminoácidos.